# Desognaphosa eungella
Desognaphosa eungella là một loài nhện trong họ Trochanteriidae. Loài này phân bố ở Queensland.